# USS Mayrant (DD-31)
USS Mayrant (DD-31) – amerykański niszczyciel typu  Paulding  będący w służbie United States Navy w czasie I wojny światowej. Nazwa okrętu pochodziła od Johna Mayranta.
Stępkę okrętu położono 22 kwietnia 1909 w stoczni William Cramp & Sons w Filadelfii. Zwodowano go 23 kwietnia 1910, matką chrzestną była I. B. Beard, praprawnuczka patrona okrętu. Jednostka weszła do służby 12 lipca 1911, pierwszym dowódcą został Lieutenant Commander C. P. Nelson.
Po odbyciu rejsu odbiorczego "Mayrant" operował krótko w pobliżu wybrzeża Nowej Anglii zanim opuścił Newport w rejs na południe pod koniec października. Dotarł do zatoki Guantanamo 9 stycznia 1912, wziął udział w zimowych manewrach na Karaibach i następnie, jako część Flotylli Torpedowej Floty Atlantyku pozostał w tym rejonie odwiedzając do wiosny wiele zatok i portów karaibskich. Do Newport wrócił 14 maja i kontynuował operacje w pobliżu wschodniego wybrzeża i Karaibów do 1915. Po zakończeniu zimowych manewrów w 1915 w pobliżu Kuby popłynął do stoczni Brooklyn Navy Yard na przegląd poprzedzający wycofanie ze służby 20 maja.
9 listopada 1915 przeszedł do Filadelfii, gdzie był zakotwiczony do czasu ponownego wejścia do służby 2 stycznia 1918. Dołączył do floty na wiosnę i rozpoczął pełnienie obowiązków eskortowych. Operował wzdłuż wybrzeża i pływał w konwojach transatlantyckich. Po podpisaniu rozejmu popłynął na południe na zimowe manewry, a następnie pływał w rejonie środkowego wschodniego wybrzeża USA. Do stoczni Charleston Navy Yard wszedł 21 czerwca 1919 na drugi przegląd poprzedzającego wycofanie ze służby. Charleson opuścił 16 lipca i popłynął do Filadelfii, gdzie został po raz ostatni wycofany ze służby 12 grudnia 1919. Otrzymał oznaczenie DD-31 17 lipca 1920 w ramach obejmującej całą flotę reformy klasyfikacji. Pozostawał zakotwiczony w Filadelfii jako część Floty Rezerwowej do 1935. 8 marca tego roku został skreślony z listy okrętów floty. 28 czerwca został sprzedany firmie M. Block & Company z Norfolk. 21 sierpnia jego kadłub został zezłomowany.